# 離したくはない
『離したくはない』（はなしたくはない）は、T-BOLANの2枚目のシングル。

## 制作、音楽性
表題曲は、テレビ朝日系『'92 パリ・ルカップ』のエンディングテーマと、関西テレビ・フジテレビ系ドラマ『ホテルウーマン』の挿入歌に使用された。
1枚目のアルバム『T-BOLAN』のシングルカットで、アルバムバージョンとシングルバージョンでは1番Bメロの歌詞が異なっており、ベスト・アルバムなどに収録されているのはシングルバージョンである。「離したくはない」は当初はデビューシングル「悲しみが痛いよ」のカップリング曲でありレコーディングやマスタリングも終わりマスターテープをプレス工場に持っていく段階で音源を聴いた長戸大幸プロデューサーが判断でプレスを止められ、別の曲「Hold On My Beat」をでデビューシングルのカップリング曲とした上で「離したくはない」は次のシングルのA面に昇格したという経緯がある。
カップリングの「Heart of Gold」は、両A面シングル「Be Myself/Heart of Gold 1996」としてリメイクされた。

## 収録曲
| 全作詞: 森友嵐士。 |                    |           |            |                   |      |
| #                  | タイトル           | 作詞      | 作曲       | 編曲              | 時間 |
| 1.                 | 「離したくはない」 | 森友嵐士  | 森友嵐士   | 西田魔阿思惟      | 4:55 |
| 2.                 | 「Heart of Gold」  | 森友嵐士  | 川島だりあ | T-BOLAN・明石昌夫 | 4:28 |
| 合計時間:          | 合計時間:          | 合計時間: | 合計時間:  | 9:23              |      |

## 楽曲の収録アルバム
- T-BOLAN (#1、歌詞が一部異なる原曲バージョン)
- BABY BLUE (#1,2、1はアコースティック・バージョン)
- 夏の終わりに 〜Acoustic Version〜 (#2、アコースティック・バージョン)
- SINGLES (#1)
- BALLADS (#1、Out Take 1992.3.2)
- 1999 REMIXES (#1,2、2曲ともリミックス・バージョン)
- T-BOLAN FINAL BEST GREATEST SONGS & MORE (#1,2、#2はLIVE at LOOZ)
- complete of T-BOLAN at the BEING studio (#1,2、#2はLIVE at LOOZ)
- BEST OF BEST 1000 T-BOLAN (#1,2)
- T-BOLAN BEST HITS (#1,2)
- LEGENDS (#1,2)
- ADDITIONAL DISC (#1)
- T-BOLAN 〜夏の終わりに BEST〜 LOVE SONGS+1 & LIFE SONGS (#1,2、共にアコースティック・バージョン)
- T-BOLAN COMPLETE SINGLES 〜SATISFY〜 (#1)

### コンピレーションアルバム
- 『ホテルウーマン　オリジナルサウンドトラック』(#1、歌詞やミックスは1stアルバム『T-BOLAN』に収録されているものと同じだが間奏のギターソロが異なるバージョン)

## 参加ミュージシャン
- 小野塚晃 - ピアノ

## タイアップ
| # | 曲名               | タイアップ                                             | 出典  |
| - | ------------------ | ------------------------------------------------------ | ----- |
| 1 | 「離したくはない」 | テレビ朝日系'92 パリ・ルカップエンディングテーマ       | [ 1 ] |
| 1 | 「離したくはない」 | 関西テレビ・フジテレビ系ドラマ『ホテルウーマン』挿入歌 | [ 2 ] |
| 1 | 「離したくはない」 | パイオニアCMソング                                     |       |